# Ljubičevke
Ljubičevke (lat. Violaceae), porodica cvjetnjača koja je dobila ime po rodu Viola, nekada klasificirana u vlastiti red Violales (ljubicolike), a danas redu Malpighiales.
Porodica se sastoji od 25 rodova s 806 priznatih vrsta o kojih 478 vrta ljubica, a raširene su u umjerenom, suptropskom i tropskom pojasu. To su zeljaste i drvenaste biljke (grmlje i manje drveće). Cvjetovi su dvospolni, pokedonačni ili u cvatovima, a plod je tobolac ili bobica.
Rod ljubica odlikuje se ugodnim mirisom i ljubičastim cvijetom. Rastu u šumama, rubovima šuma i travnjacima, a postoje i hibridne vrste nastale križanjem više vrsta.

## Opis
Violaceae, ili porodic a ljubičica, sadrži 23 roda i 800 vrsta biljaka do drveća s nekoliko loza. Porodica je uglavnom tropska do umjerena, iako ima relativno malo vrsta u Maleziji i Australiji. Viola (400-600 vrsta) uglavnom je zeljasta i sjeverno umjerena; Rinorea (160–270 vrsta) je pantropska; a Hybanthus (90-150 vrsta) je pantropska i topla umjerena. Zajedno čine većinu porodice.
Listovi vrsta Violaceae su stipulasti i nazubljeni. Cvjetovi imaju samo pet prašnika, a postoji i prepoznatljiv izdanak nektarija. Nektar se obično izlučuje dodacima filamenata i skuplja se u izdanak koji formira donja latica. Mnoge vrste imaju kapsulaste plodove u kojima se sjemenke eksplozivno istiskuju dok se stijenka suši. Međutim, u porodici postoje različite morfologije cvjetova i plodova.
Grančice Rinorea koriste se kao štapići za žvakanje na zapadnoafričkim tržištima. Viola se obično uzgaja kao ukras (maćuhice, V. ×wittrockiana i druge ljubičice) u sjevernim umjerenim regijama. Viola odorata ima rizome i sjemenke koji su otrovni i uzrokuju gastroenteritis, ali također ima eterično ulje koje se često koristi u mirisima.

## Galerija
- Viola hastata
- Viola sororia var. missouriensis
- Amphirrhox longifolia
- Anchietea pyrifolia (sin. Noisettia pyrifolia)
- Corynostylis arborea (sin. Corynostylis hybanthus)
- Hybanthus heterosepalus (nije priznata)
- Hymenanthera crassifolia
- Hybanthus linearifolius (sin. Ionidium suffruticosum)
- Isodendrion pyrifolium
- Glossarrhen floribundus(nije priznata)
- Melicytus ramiflorus
- Paypayrola blanchetiana
- Rinorea paniculata (sin. Alsodeia paniculata)

## Rodovi
1. Afrohybanthus Flicker
2. Agatea A.Gray
3. Allexis Pierre
4. Amphirrhox Spreng.
5. Anchietea A.St.-Hil.
6. Bribria Wahlert & H.E.Ballard
7. Calyptrion Ging.
8. Decorsella A.Chev.
9. Fusispermum Cuatrec.
10. Hybanthopsis Paula-Souza
11. Hybanthus Jacq.
12. Isodendrion A.Gray
13. Ixchelia H.E.Ballard & Wahlert
14. Leonia Ruiz & Pav.
15. Melicytus J.R.Forst. & G.Forst.
16. Noisettia Kunth
17. Orthion Standl. & Steyerm.
18. Paypayrola Aubl.
19. Phyllanoa Croizat
20. Pigea Ging.
21. Pombalia Vand.
22. Rinorea Aubl.
23. Schweiggeria Spreng.
24. Scyphellandra Thwaites
25. Viola L.